# AlRawabi School for Girls
AlRawabi School for Girls (arabischer Originaltitel: مدرسة الروابي للبنات, DMG Madrasat ar-Rawābī li-l-Banāt) ist eine jordanische Dramaserie, die von Filmizion Productions für Netflix umgesetzt wurde. Die Serie wurde am 12. August 2021 weltweit auf Netflix veröffentlicht.
Ursprünglich wurde die Serie als Miniserie angekündigt und veröffentlicht, jedoch verlängerte Netflix die Serie im Mai 2022 um eine zweite Staffel, die am 15. Februar 2024 erschienen ist.

## Handlung
Nachdem eine Gruppe von Mädchen an einer renommierten Mädchenschule die Opfer andauernder Mobbing-Attacken werden, planen diese einen riskanten Vergeltungsschlag gegen ihre Peinigerinnen. Doch alles bzw. jeder hat zwei Seiten, eine gute und eine schlechte. Und so kommt es, dass die ganze Situation eskaliert, und undurchsichtig sowie unberechenbar wird.

## Besetzung und Synchronisation
Die deutschsprachige Synchronisation der ersten Staffel entstand nach den Dialogbüchern von Rebecca Molinari sowie unter der Dialogregie von Arlette Stanschus durch die Synchronfirma CSC-Studio in Hamburg. Die deutschsprachige Synchronisation von Staffel 2 entstand nach den Dialogbüchern sowie unter der Dialogregie von Cornelia Steiner durch die Synchronfirma Iyuno Germany in Berlin.
| Rolle           | Schauspieler    | Hauptrolle (Folgen) | Nebenrolle (Folgen) | Synchronsprecher         |
| --------------- | --------------- | ------------------- | ------------------- | ------------------------ |
| Mariam          | Andria Tayeh    | 1.01–1.06           | 2.04                | Malin Steffen            |
| Layan Fathi     | Noor Taher      | 1.01–1.06           | 2.04                | Leonie Landa             |
| Noaf            | Rakeen Sa'ad    | 1.01–1.06           | 2.04                | Franciska Friede         |
| Dina            | Yara Mustafa    | 1.01–1.06           | 2.04                | Emily Seubert            |
| Rania           | Joanna Arida    | 1.01–1.06           | 2.04                | Rana Farahani            |
| Ruqayyah        | Salsabiela      | 1.01–1.06           | 2.04                | Nina Witt                |
| Sarah           | Tara Abboud     | 2.01–2.06           |                     | Magdalena Montasser      |
| Tasneem         | Sarah Youseff   | 2.01–2.06           |                     | Laura Oettel             |
| Nadeen          | Tara Atalla     | 2.01–2.06           |                     | Sarah Alles              |
| Hiba            | Kira Yaghnam    | 2.01–2.06           |                     | Marie Hinze              |
| Shams           | Thalia Alansari | 2.01–2.06           |                     | Lea Kalbhenn             |
| Farah           | Raneem Haitham  | 2.01–2.06           |                     | Lisa May-Mitsching       |
| Miss Abeer      | Reem Saadeh     |                     | 1.01–2.06           | Carla Becker             |
| Faten Qadi      | Nadera Emran    |                     | 1.01–1.06           | Tina Eschmann            |
| Farida Al Ahmad | Tima Shomali    |                     | 2.01–2.06           | Claudia Urbschat-Mingues |
| Omar            | Mohammad Nizar  |                     | 2.01–2.06           | Ricardo Richter          |
| Ali             | Laith Abweh     |                     | 2.01–2.06           | Tim Schwarzmaier         |
| Jawad           | Karam Shami     |                     | 2.01–2.06           | Henning Nöhren           |
| Rand            | Lana Albeik     |                     | 2.01–2.06           | Anna Lisa Steiner        |
| Luma            | Zain Fakhoury   |                     | 2.01–2.06           | Sarah Tkotsch            |
| Natalie         | Layla Shehatha  |                     | 2.01–2.06           | Celina Gaschina          |

## Episodenliste

### Staffel 1
| Nr. (ges.)                                                                           | Nr. (St.) | Deutscher Titel                  | Originaltitel             | Regie        | Drehbuch                                     |
| ------------------------------------------------------------------------------------ | --------- | -------------------------------- | ------------------------- | ------------ | -------------------------------------------- |
| 1                                                                                    | 1         | Die Schule war mein Lieblingsort | المدرسة كانت مكاني المفضل | Tima Shomali | Tima Shomali, Shirin Kamal & Islam Alshomali |
| 2                                                                                    | 2         | Der Schlachtplan                 | وبلّش اللعب..              | Tima Shomali | Tima Shomali, Shirin Kamal & Islam Alshomali |
| 3                                                                                    | 3         | Auge um Auge                     | وحدة بوحدة                | Tima Shomali | Tima Shomali, Shirin Kamal & Islam Alshomali |
| 4                                                                                    | 4         | Zerbrochenes Glas                | لوح قزاز مكسور            | Tima Shomali | Tima Shomali, Shirin Kamal & Islam Alshomali |
| 5                                                                                    | 5         | Sie wurde zur Fremden            | وصارت غريبة               | Tima Shomali | Tima Shomali, Shirin Kamal & Islam Alshomali |
| 6                                                                                    | 6         | Die Ruhe vor dem Sturm           | هدوء ما قبل العاصفة       | Tima Shomali | Tima Shomali, Shirin Kamal & Islam Alshomali |
| Am 12. August 2021 wurden alle Folgen der ersten Staffel bei Netflix veröffentlicht. |           |                                  |                           |              |                                              |

### Staffel 2
| Nr. (ges.)                                                                             | Nr. (St.) | Deutscher Titel                               | Originaltitel               | Regie        | Drehbuch                                     |
| -------------------------------------------------------------------------------------- | --------- | --------------------------------------------- | --------------------------- | ------------ | -------------------------------------------- |
| 7                                                                                      | 1         | Neuanfänge                                    | بدايات جديدة                | Tima Shomali | Tima Shomali, Shirin Kamal & Islam Alshomali |
| 8                                                                                      | 2         | Sehr vornehm                                  | دراما بنفسجية               | Tima Shomali | Tima Shomali, Shirin Kamal & Islam Alshomali |
| 9                                                                                      | 3         | Die Wahl zur Schulsprecherin                  | تعرفوا على مرشحتكم المفضلة  | Tima Shomali | Tima Shomali, Shirin Kamal & Islam Alshomali |
| 10                                                                                     | 4         | Schatten der Vergangenheit                    | بين عالمين                  | Tima Shomali | Tima Shomali, Shirin Kamal & Islam Alshomali |
| 11                                                                                     | 5         | Heilige Uniform                               | الزي المقدس                 | Tima Shomali | Tima Shomali, Shirin Kamal & Islam Alshomali |
| 12                                                                                     | 6         | Ich wünschte, ich könnte von vorn anfangen... | لو ينعاد كل شي مرة تانية... | Tima Shomali | Tima Shomali, Shirin Kamal & Islam Alshomali |
| Am 15. Februar 2024 wurden alle Folgen der zweiten Staffel bei Netflix veröffentlicht. |           |                                               |                             |              |                                              |